# Environmental Research Satellites
Environmental Research Satellites, ou abreviadamente ERS, foi um tipo de satélites artificiais estadunidense dedicado à realização de medições e experimentos tecnológicos e de engenharia no espaço.
De acordo com o modelo, os satélites ERS variavam em massa de 0,7 a 45 kg, em tamanho de 22 a 51 cm de diâmetro, e podiam levar entre um e 14 experimentos a bordo. Para cortar custos, os satélites ERS eram lançados como carga secundária ao lado de satélites maiores. Uma das funções principais das experiências dos ERS era determinar a confiabilidade de componentes melhorados e subsistemas destinados a ser usados em satélites posteriores.
Uma característica especial dos satélites ERS era que funcionavam sem bateria, só usavam células solares integradas na área de satélites.
Foram lançados até 33 satélites do tipo ERS tanto a partir da base de Cabo Canaveral como da Base da Força Aérea de Vandenberg por meio de foguetes Atlas e Delta.
Os ERS dividiam-se em diferentes famílias que usavam diferentes designações:
- TRS (Tetrahedron Research Satellite): foram dos primeiros satélites ERS e tinham forma tetraédrica.
- ORS (Octahedron Research Satellite): tinham forma octaédrica.
- OV5 (Orbiting Vehicle).
- TTS (Test and Training Satellite).

Vários dos satélites não foram lançados por ser protótipos ou não se dispõe de informações sobre eles. São os ERS 11 (protótipo) e ERS 14, 19 e de 22 a 25 inclusive (sem dados).

## Histórico de lançamentos
| Data                   | Plataforma de lançamento | Carga         | Resultado     | Notas                                                     |
| ---------------------- | ------------------------ | ------------- | ------------- | --------------------------------------------------------- |
| 17 de setembro de 1962 | Base de Vandenberg       | TRS 1 (ERS 2) | Êxito parcial | Primeiro lançamento de um satélite ERS.                   |
| 11 de novembro de 1962 | Base de Vandenberg       | ERS 1         | Falha         |                                                           |
| 17 de dezembro de 1962 | Base de Vandenberg       | ERS 3         | Falha         |                                                           |
| 17 de dezembro de 1962 | Base de Vandenberg       | ERS 4         | Falha         |                                                           |
| 9 de maio de 1963      | Base de Vandenberg       | TRS 2 (ERS 5) | Êxito         |                                                           |
| 9 de maio de 1963      | Base de Vandenberg       | TRS 3 (ERS 6) | Êxito         |                                                           |
| 12 de junho de 1963    | Base de Vandenberg       | ERS 7         | Falha         |                                                           |
| 12 de junho de 1963    | Base de Vandenberg       | ERS 8         | Falha         |                                                           |
| 19 de julho de 1963    | Base de Vandenberg       | TRS 4         | Êxito         |                                                           |
| 19 de julho de 1963    | Base de Vandenberg       | ERS 10        | Falha         | O satélite não se separou do satélite principal, Midas 9. |
| 17 de outubro de 1963  | Cabo Canveral            | TRS 5         | Êxito         |                                                           |
| 17 de julho de 1964    | Cabo Canaveral           | TRS 6         | Êxito         |                                                           |
| 20 de julho de 1965    | Cabo Canaveral           | ORS 3         | Êxito         |                                                           |
| 9 de junho de 1966     | Base de Vandenberg       | ORS 2         | Êxito parcial |                                                           |
| 19 de agosto de 1966   | Base de Vandenberg       | ORS 1         | Êxito         |                                                           |
| 28 de abril de 1967    | Cabo Canaveral           | ORS 4         | Êxito         |                                                           |
| 28 de abril de 1967    | Cabo Canaveral           | OV5 1         | Êxito         |                                                           |
| 28 de abril de 1967    | Cabo Canaveral           | OV5 3         | Êxito         |                                                           |
| 13 de dezembro de 1967 | Cabo Canaveral           | TTS 1         | Êxito         |                                                           |
| 16 de agosto de 1968   | Base de Vandenberg       | OV5 8         | Falha         |                                                           |
| 26 de setembro de 1968 | Cabo Canaveral           | OV5 2         | Êxito         |                                                           |
| 26 de setembro de 1968 | Cabo Canaveral           | OV5 4         | Êxito         |                                                           |
| 8 de novembro de 1968  | Cabo Canaveral           | TTS 2         | Êxito         |                                                           |
| 23 de maio de 1969     | Cabo Canaveral           | OV5 5         | Êxito         |                                                           |
| 23 de maio de 1969     | Cabo Canaveral           | OV5 6         | Êxito         |                                                           |
| 23 de maio de 1969     | Cabo Canaveral           | OV5 9         | Êxito         |                                                           |
| 27 de agosto de 1969   | Cabo Canaveral           | TTS 3         | Falha         |                                                           |
| 29 de setembro de 1971 | Cabo Canaveral           | TTS 4         | Êxito         | Último voo de um satélite ERS.                            |